# Rustício (cônsul em 520)
Flávio Rustício (em latim: Rusticius) foi um oficial do século VI, ativo durante o reinado do rei ostrogótico Teodorico, o Grande (r. 474/5–526). Em 520, ocupou a posição de cônsul ocidental ao lado de Vitaliano, o cônsul oriental.